# Юзес (графство)
Графство Юзес (фр. Comté d'Uzès) — феодальное владение на юге Франции со столицей в городе Юзес.

## История

### История графства и сеньории Юзес
Графство Юзес располагалось к северу от графства Ним, на западном берегу реки Роны. Оно находилось на территории средневекового графства Тулуза. О графстве Юзес сохранилось меньше всего информации среди владений графов Тулузы. Также его сюзереном могли быть графы Руэрга. 
Известно два графа и один виконт Юзеса:
- Амори (ум. после 951/52), граф Юзеса;
- Бермон (ум. после 951/52), граф Юзеса;
- Рюстальд (ум. после 951/52), виконт Юзеса.

Родственная связь графов Юзеса не установлена. В конце XI века их сменили сеньоры Юзеса.
Первое упоминание о сеньорах Юзеса относится к 1088 году. Неизвестно, были ли они вассалами графов Тулузы или епископов Тулузы. Первым известным сеньором стал Эльзар, однако он мог не иметь родственных связей с последующими сеньорам Юзеса.
До 1168 года сеньория Юзес выделилась из сеньории Поскье и основателем новой династии стал Бермонд I, сын сеньора Поскье Раймунда Декана II. В 1318 году его прямой потомок Роберт I стал первым виконтом Юзеса. В 1475 году дочь виконта Жана, Симона, вышла замуж за Жака I де Крюссоль. Потомки последнего носили сначала титул виконтов Юзеса, а с 1546 года герцогов Юзеса.

### История виконтства и герцогства Юзес
- См. дом де Крюссоль